# کوانتوم (نرم‌افزار)
 کوانتوم (انگلیسی: Quantum) یکی از پروژه‌های در حال اجرای موزیلا که شامل توسعه چندین نرم‌افزار برای ساخت نسل بعدی موتور پردازش مرورگر فایرفاکس است. کوانتوم شامل چندین بهبود روی گکو موتور مرورگر وب فایرفاکس می‌باشد که عمده این بهبودها از پروژه سروو گنجانده شده‌است. کوانتوم همچنین شامل اصلاحات در فرایندها و رابط کاربری است.